# 布萊恩特 (伊利諾伊州)
布萊恩特（英語：Bryant）是位於美國伊利諾伊州富爾頓縣的一個村落。

## 地理
布萊恩特的座標為40°28′01″N 90°05′43″W / 40.46694°N 90.09528°W，而該地最高點為海拔高度186米（即610英尺）。

## 人口
根據2010年美國人口普查的數據，布萊恩特的面積為0.64平方千米，當中陸地面積為0.64平方千米，而水域面積為0.00平方千米。當地共有人口220人，而人口密度為每平方千米343人。